# Nangka
Nangka (znanstveno ime Artocarpus heteropyllus), bolj znano kot jackfruit je vrsta drevesa, ki je domorodna v južni in jugovzhodni Aziji. 
Je nacionalni sadež Bangladeša, kjer se imenuje Kathal. Nangko množično gojijo v tropskih regijah Indijske podceline, Šrilanki, Vietnamu, Tajski, Maleziji in Indoneziji. Razširjena je tudi v vzhodni Afriki, v Ugandi in Mauriciusu, pa tudi v Braziliji in nekaterih karibskih deželah. Rastlina je dobro prilagojena na tropske nižine. Njeni sadeži so tudi največji drevesni sadeži, saj lahko zrastejo do 90 cm v dolžino, do 50 cm v širino in tehtajo do 36 kg.
Nangka se pogosto uporablja tudi v južni in jugovzhodni azijski kuhinji. Največkrat je uporabljena kot osnovno živilo v različnih karijih.
Poleg sadeža je pomemben tudi les drevesa, saj iz njega izdelujejo različna glasbila, kot je gamelan v Indoneziji. Pogosto se uporablja tudi za izdelavo pohištva, oken, vrat in streh. Iz stržena pridobivajo tudi barvilo, ki daje značilno svetlo rjavo barvo oblačil budističnih gozdnih menihov v jugovzhodni Aziji.